# Konno Akicugu
Konno Akicugu (金野 昭次; Hepburn: Akitsugu Konno) (Szapporo, 1944. szeptember 1. – 2019. szeptember 5.) olimpiai ezüstérmes japán síugró.

## Pályafutása
Az 1972-es szapporói olimpián normálsáncon ezüstérmet szerzett. 1973–74-ben részt vett a Négysánc-versenyen, ahol a 15. helyen végzett.

## Sikerei, díjai
- Olimpiai játékok – normálsánc
  - ezüstérmes: 1972, Szapporo